# Ramón Faraldo
Ramón Descalzo Faraldo (Foz, Lugo, 1915 - Vigo, 1991) fue un crítico de arte, escritor de la Generación del 36 y guionista de cine español.

## Obra
Sus guiones más importantes fueron siempre para la productora Aspa films y coescritos con Vicente Escrivá:
- 1952: Sor intrépida. Dir. Rafael Gil.
- 1953: La guerra de Dios. Dir. Rafael Gil.
- 1954: El beso de Judas. Dir. Rafael Gil.
- 1954: La otra vida del capitán Contreras (y Torcuato Lucana de Tena). Dir. Rafael Gil.
- 1954: Murió hace quince años. Dir. Rafael Gil.
- 1955: El canto del gallo. Dir. Rafael Gil.
- 1956: Un traje blanco. Dir. Rafael Gil.
- 1956: La gran mentira. Guion de Vicente Escrivá. Idea de Ramón Faraldo y Vicente Eescrivá. Dir. Rafael Gil.
- 1959: El hombre de la isla. Dir. Vicente Escrivá.
- 1962: Dulcinea. Dir. Vicente Escrivá.

Como reflejan Casimiro Torreiro y Esteve Riambau, Ramón Faraldo no aparece en ningún archivo: ni en la Junta de Clasificación y Censura ni en la S.G.A.E. se menciona en su colaboración en las obras citadas (solo como "adaptador cinematográfico" en las dos últimas).
Además, Ramón Faraldo adaptó los guiones de películas citadas para editar novelas sobre las obras:
- 1954: La guerra de Dios. Editorial: La novela del sábado.

## Anécdotas
En 1945 participó como abogado defensor del "juicio público" que se realizó en Círculo de Bellas Artes de Madrid de la novela Nada de Carmen Laforet.
En 1978 la asociación de pintores y artistas Panorama 78 le dedicó un homenaje. El crítico A. M. Campoy celebró la exposición y el acto como una alabanza a un "hombre solitario".